# عزيز حطاب
عزيز حطاب (مواليد 12 مايو 1965) هو ممثل مغربي. شارك في عدة أفلام ومسلسلات مغربية،و يشارك أيضًا في الأعمال المسرحية. وهو من الممثلين الأكثر نجاحًا وظهورًا على الشاشة المغربية، وذلك لموهبته في التكيف والتقمص ببراعة.

## أعماله

### أفلامه
- 2002: ولد الحمرية
- 2003: نورا
- 2003: حيط الرمل
- 2003: رحيل البحر
- 2003: الشاهدة
- 2003: شظايا الماضي
- 2003: الدار البيضاء باي نايت
- 2004: الدار البيضاء داي لايت
- 2004: القسم 8
- 2008: حجار الواد
- 2008: التوأم
- 2008: ماجد
- 2009: اللجنة
- 2009: الرحلة
- 2009: حجاب الحب
- 2009: المطمورة
- 2011: أويلي ومرحبا
- 2011: حمرا وخضرا
- 2011: القرصان الأبيض
- 2012: مبروك العيد
- 2012: كل ما يريده الرجال
- 2013: لطيفة بعد الوظيفة
- 2013: خارج التغطية
- 2015: زوج مثالي
- 2017: ضربة في الراس
- 2017: هوى يا هوى
- 2017: الطعم
- 2024: النسيبة

### مسلسلاته
- 2004: موعد مع المجهول
- 2005: عائلة محترمة جدا
- 2010: عقبة ليك (مسلسل)
- 2011 - 2012: ياك حنا جيران (مسلسل)
- 2014: سوبر ماركت
- 2014: كنزة فالدوار
- 2014: الغالية
- 2015: نايضة فالدوار
- 2016: أنا ومنى ومنير
- 2016: لوبيرج
- 2017: بابو على بابي
- 2017: اليتيمة
- 2017: الخاوة
- 2017: الله يسامح
- 2018: حي البهجة
- 2019: الدنيا دوارة
- 2019: دابا تزيان
- 2020: ياقوت وعنبر
- 2020: الكوبيراتيف
- 2021: بنات العساس
- 2022: تزوج ما قالها ليا
- 2022: بغيت حياتك
- 2023: إيلا ضاق الحال
- 2024: بين لقصور
- 2025: مبروك علينا
- 2025: الشرقي والغربي

### برامج
- رشيد شو (ضيف)

## روابط خارجية
- عزيز حطاب على موقع IMDb (الإنجليزية)
- عزيز حطاب على موقع روتن توميتوز (الإنجليزية)
- عزيز حطاب على موقع ألو سيني (الفرنسية)
- عزيز حطاب على موقع قاعدة بيانات الفيلم (الإنجليزية)